# Bailinsi Shuiku
Bailinsi Shuiku (kinesiska: 柏林寺水库) är en reservoar i Kina. Den ligger i provinsen Sichuan, i den sydvästra delen av landet, omkring 180 kilometer sydost om provinshuvudstaden Chengdu. Bailinsi Shuiku ligger 380 meter över havet. Arean är 0,66 kvadratkilometer. Trakten runt Bailinsi Shuiku består till största delen av jordbruksmark. Den sträcker sig 1,4 kilometer i nord-sydlig riktning, och 1,9 kilometer i öst-västlig riktning.
Genomsnittlig årsnederbörd är 1 434 millimeter. Den regnigaste månaden är september, med i genomsnitt 295 mm nederbörd, och den torraste är december, med 19 mm nederbörd.